# TuS Ascota Chemnitz
TuS Ascota Chemnitz was een Duitse sportvereniging uit Chemnitz, Saksen. De club is actief in onder andere biljart, volleybal, schaatsen en wintersport. Tot 1997 had de club ook een voetbalafdeling.

## Geschiedenis voetbal
De club werd in 1945 opgericht als SG Motor Astra Chemnitz en werd later een BSG. Nadat ook de naam van de stad Chemnitz gewijzigd werd nam de club de naam BSG Motor Astra Karl-Marx-Stadt aan. In 1965 werd de naam BSG Motor Ascota aangenomen. Nadat verschillende spelers van het ter ziele gegane BSG Motor West Karl-Marx-Stadt zich bij de club aansloten begon de sportieve opmars.
In 1973 promoveerde de club naar de Bezirksliga. De club werd nu na FC Karl-Marx-Stadt en Motor Fritz Heckert de derde club van de stad. In 1977 promoveerde Ascota naar de DDR-Liga. Na één seizoen degradeerde de club en keerde nog terug voor seizoen 1981/82 maar speelde verder in de Bezirksliga.
Na de Duitse hereniging werd het BSG-systeem opgeheven en werd de naam TuS Ascota Chemnitz aangenomen. In 1997 fuseerde de voetbalsectie met BSC Altchemnitz tot Altchemnitzer BSC 97. Na een nieuwe fusie in 2001 met Rapid Kappel heet de club BSC Rapid Chemnitz.